# 都賀町合戦場
都賀町合戦場（つがまちかっせんば）は、栃木県栃木市の大字。郵便番号は328-0113。旧、下都賀郡都賀町大字合戦場（かっせんば）。
　

## 地理
栃木市の北部、都賀地区の南部に位置し、南北に日光例幣使街道（栃木県道3号宇都宮亀和田栃木線）、東武鉄道日光線が通過し合戦場駅がある。
隣接する地名
- 東 - 都賀町平川、大宮町
- 西 - 川原田町
- 南 - 大町、平柳町
- 北 - 都賀町升塚（戦国時代の戦死者を集めて葬った市指定史跡）

## 歴史
地名の由来
- 大永年間（1523年[3]）に宇都宮氏と皆川氏が戦った[4]。

沿革
- 1889年（明治22年）4月1日 - 町村制施行により、栃木県下都賀郡合戦場村が家中村、升塚村、平川村と合併し家中村が成立、家中村合戦場となる。
- 1955年（昭和30年）4月1日 - 家中村が赤津村と合併し都賀村が成立、都賀村合戦場となる。
- 1963年（昭和38年）11月3日 - 都賀村が町制施行し、都賀町合戦場となる。
- 2010年（平成22年）3月29日 - 都賀町が栃木市（旧）、大平町、藤岡町と合併し栃木市（新）が成立。同時に地域自治区「都賀町」が設置され、栃木市都賀町合戦場となる。

## 世帯数と人口
2017年（平成29年）8月31日現在の世帯数と人口は以下の通りである。
| 大字         | 世帯数    | 人口    |
| ------------ | --------- | ------- |
| 都賀町合戦場 | 1,042世帯 | 2,706人 |

## 施設
教育
- 栃木市立合戦場小学校

郵便
- 合戦場郵便局
  - 郵便局前に金色の1949年製丸型ポストがオブジェとして設置されている。郵便局の倉庫にあったものが金色に着色され、2014年に設置された。日光例幣使街道で運ばれていた金幣にちなむ。開運スポットとなっている。ご当地キャラは「かっせんばー」と「きんぺいくん」[5][6]。

商業
- セブンイレブン都賀合戦場店

神社
- 磐根神社

## 交通

### 鉄道
東武鉄道
■日光線
- 合戦場駅

### 道路
主要地方道
- 栃木県道3号宇都宮亀和田栃木線（日光例幣使街道）

## 小・中学校の学区
市立小・中学校に通う場合、学区は以下の通りとなる。
| 番地 | 小学校               | 中学校             |
| ---- | -------------------- | ------------------ |
| 全域 | 栃木市立合戦場小学校 | 栃木市立都賀中学校 |